# Bracon fletcheri
Bracon fletcheri är en stekelart som beskrevs av Filippo Silvestri 1916. Bracon fletcheri ingår i släktet Bracon och familjen bracksteklar. Inga underarter finns listade.